# Christie Dawes
Christie Dawes, née le 3 mai 1980 à Newcastle, est une athlète australienne paralympique en fauteuil roulant. Elle remporte trois médailles en athlétisme lors de sept Jeux paralympiques de 1996 à 2021.

## Biographie

### Vie personnelle
Quand elle est jeune, Christie Dawes s'intéresse beaucoup à l'athlétisme. À l'âge de 10 ans, elle a un accident de voiture. Elle survit, mais devient paraplégique. Parallèlement à sa carrière d'athlète, Christie Dawes est également enseignante en école primaire. Elle est mariée à son entraîneur Andrew Dawes (en), leur fils est né en 2011.

### Athlétisme
En 1996, Christie Dawes participe aux Jeux paralympiques d'Atlanta, où elle reçoit le prix de la jeune athlète paralympique de l'année 1996.
Trois ans plus tard, elle remporte la médaille de bronze du 10 kilomètres de la Peachtree Road Race (en). En 2000, elle participe aux Jeux paralympiques de Sydney.
Viennent ensuite les Jeux paralympiques d'Athènes en 2004, où elle participe aux courses du 800 mètres, 1 500 mètres et 5 000 mètres et au marathon,. Elle participe également participé à l'épreuve de démonstration du 800 mètres en fauteuil roulant aux Jeux olympiques d'Athènes de 2004.
Elle participe aux Jeux du Commonwealth de Melbourne en 2006, et termine cinquième de l'épreuve féminine du 800 mètres EAD T54.
Christie Dawes participe aux Jeux paralympiques d'été de 2008 à Pékin et est l'une des nombreuses concurrentes prises dans un accident lors de la finale de l'épreuve féminine du 5000 mètres en fauteuil roulant T54, elle termine finalement sixième malgré une roue avant cassée. La course est refaite, et Christie Dawes se prononce contre le traitement de l'athlète canadienne Diane Roy, qui avait reçu la médaille d'or lors de la première course, mais qui finit seulement avec la médaille d'argent à l'issue de la nouvelle course. Christie Dawes remporte une médaille d'argent au 4x100 mètres féminin T53/54 aux Jeux de Pékin.
Quelques mois après les jeux, elle arrive troisième du marathon de New York. En janvier 2009, elle remporte la course sur route en fauteuil roulant Oz Day de 10 kilomètres. En février 2010, Christie Dawes remporte les championnats du monde de course sur route en fauteuil roulant de 10 kilomètres aux Émirats arabes unis.

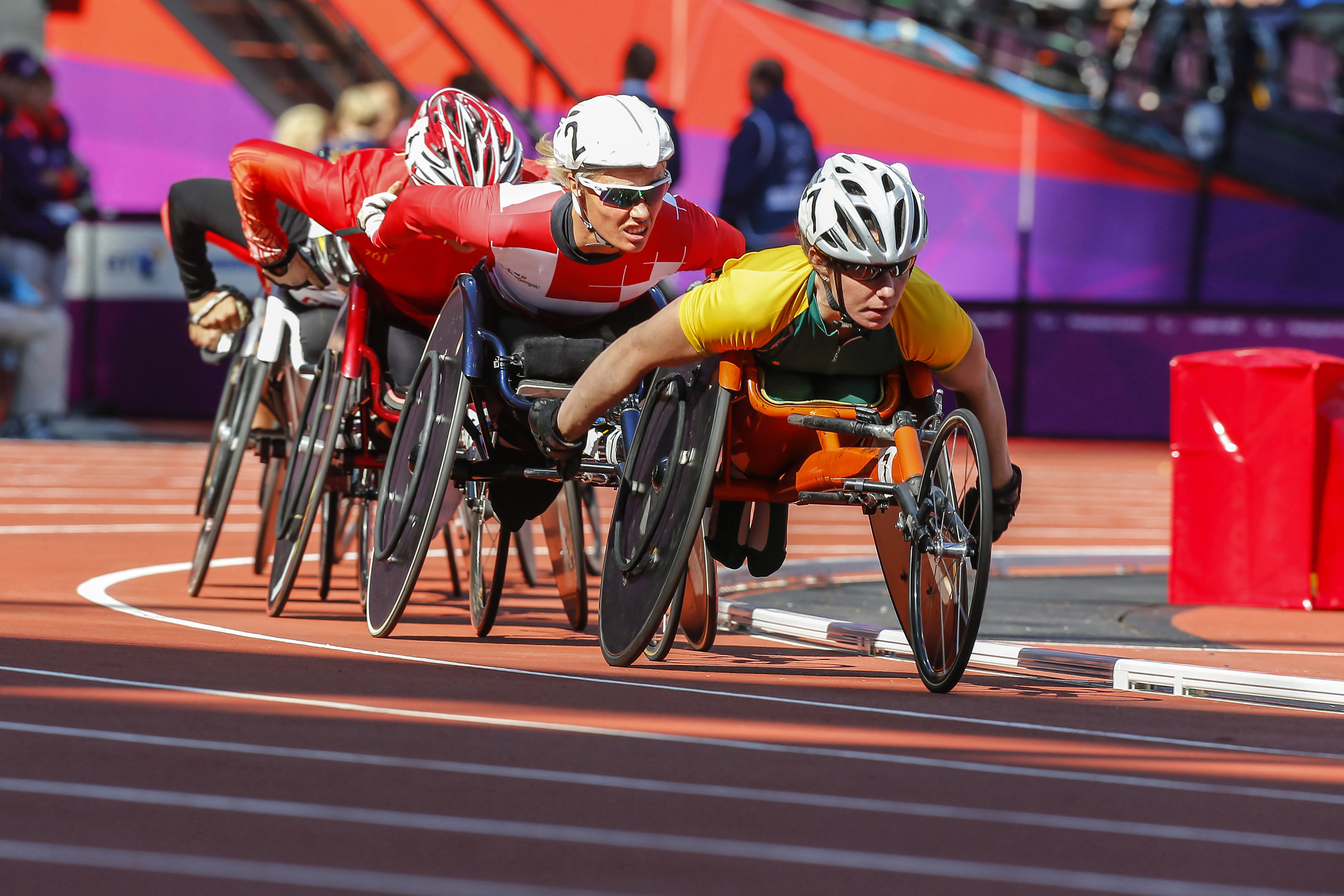
Christie Dawes aux Jeux paralympiques de Londres 2012

Après avoir donné naissance à son fils en février 2011, elle remporte trois médailles de bronze aux championnats d'Australie en avril 2011. Elle remporte ensuite une médaille d'argent au marathon de Chicago et se classe quatrième au marathon de New York. Aux Jeux paralympiques de Londres de 2012, Christie Dawes participe à la classe T54 des épreuves de 800 mètres, 1 500 mètres, 5 000 mètres et marathon.
Elle remporte une médaille de bronze au 5 000 mètres T54 et terminé sixième du marathon T54. Aux Jeux du Commonwealth de Glasgow en 2014, elle termine quatrième du 1 500 mètres T54.
Aux Jeux paralympiques de Rio de Janeiro en 2016, elle participe à quatre épreuves et remporte une médaille. Christie, Angie Ballard, Madison de Rozario et Jemima Moore se classent 3e du relais 4×400 mètres mais sont disqualifiées, avant de faire appel avec succès de la décision et d'être réintégrées à la 2e place. Lors des Jeux de Rio, elle se classe 8e du 1500 mètres T54 avec un temps de 3:26.00 et finit 7e au général du marathon T54 avec un temps de 1:42:59.
Christie Dawes participe ensuite aux Jeux paralympiques de Tokyo 2020 qui se tiennent en 2021 et termine 8e du marathon T54.
Aux Jeux du Commonwealth de 2022, elle termine 5e du marathon féminin T54.